# Pixel Fold
Das Pixel-Fold ist das erste von Google entwickelte Faltbare Smartphone. Das Foldable der Pixel-Reihe wurde auf der Google I/O 2023 zusammen mit dem Pixel Tablet vorgestellt und erschien am 2. Juli 2023.

## Design
Das Design des ersten Foldables von Google ist sehr ähnlich zur Pixel 7-Reihe, wie bei dieser ist das Kameraelement wieder Balkenförmig als „Visor“ gestaltet. Google verbaut sowohl auf Vorder- und Rückseite des Pixel Fold Corning Gorilla Glass Victus, die Rückseite ist matt gehalten. Das innere Display besteht aus extrem dünnem Glas mit einer Schutzschicht aus Kunststoff. Das Scharnier des Foldables besteht aus einer hochglanzpolierten, mehrfachlegierten Edelstahl, das eine fließende Verstellung über den gesamten Bewegungsbereich von 180° zur optimalen Anpassung an verschiedenen Displayneigungen ermöglicht. Der Rahmen ist aus poliertem Aluminium gefertigt. Anders als behauptet war das Google Pixel jedoch nicht das dünnste faltbare Smartphone, weil das Huawei Mate X3, welches einen Tag vor der Google I/O vorgestellt wurde, dünner ist. Des Weiteren ist das Foldable nach IPX8 gegen Wasser geschützt. Das Pixel Fold ist in den Farben Porcelain und Obsidian erhältlich.

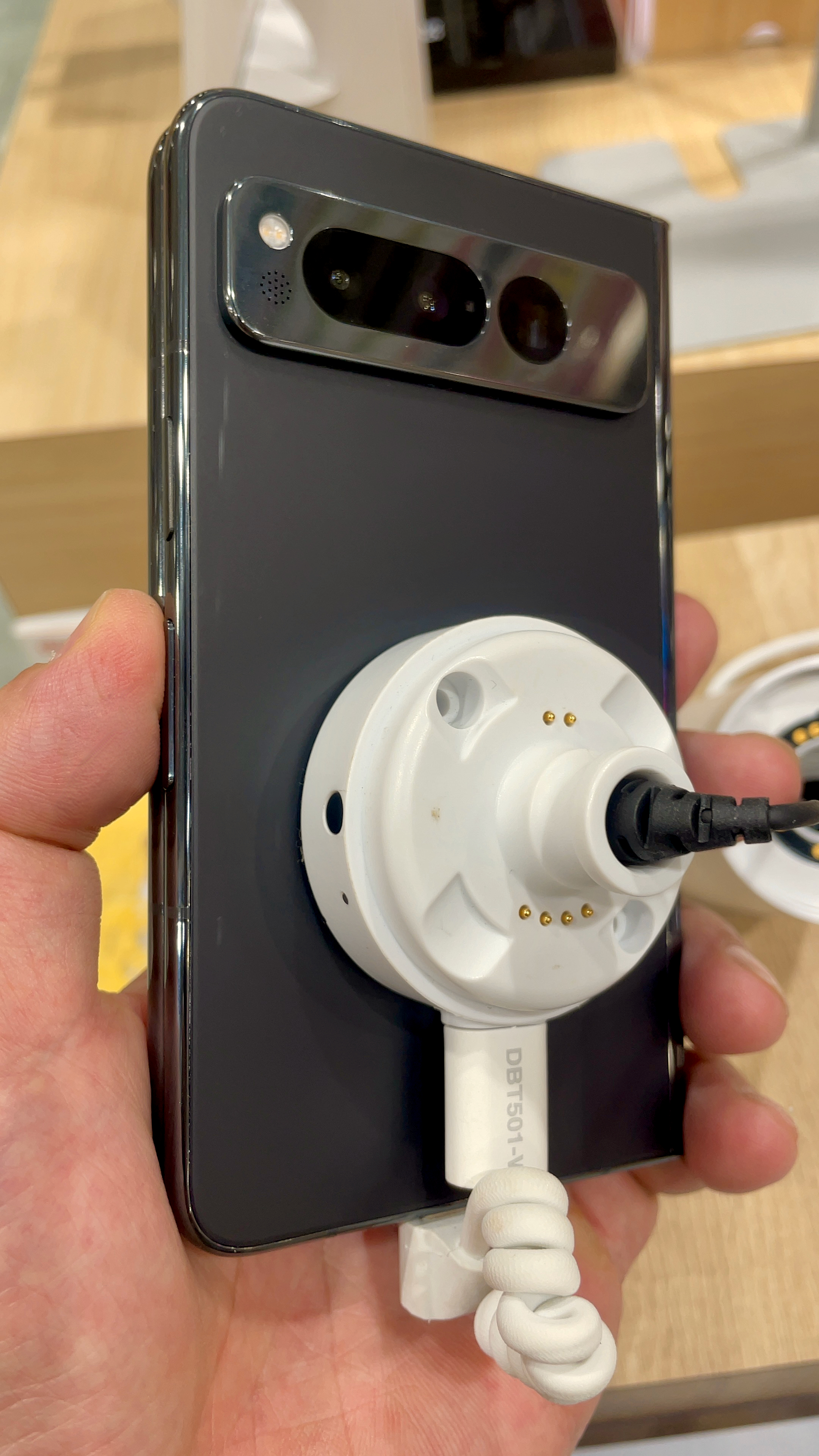
Rückseite des Pixel Fold
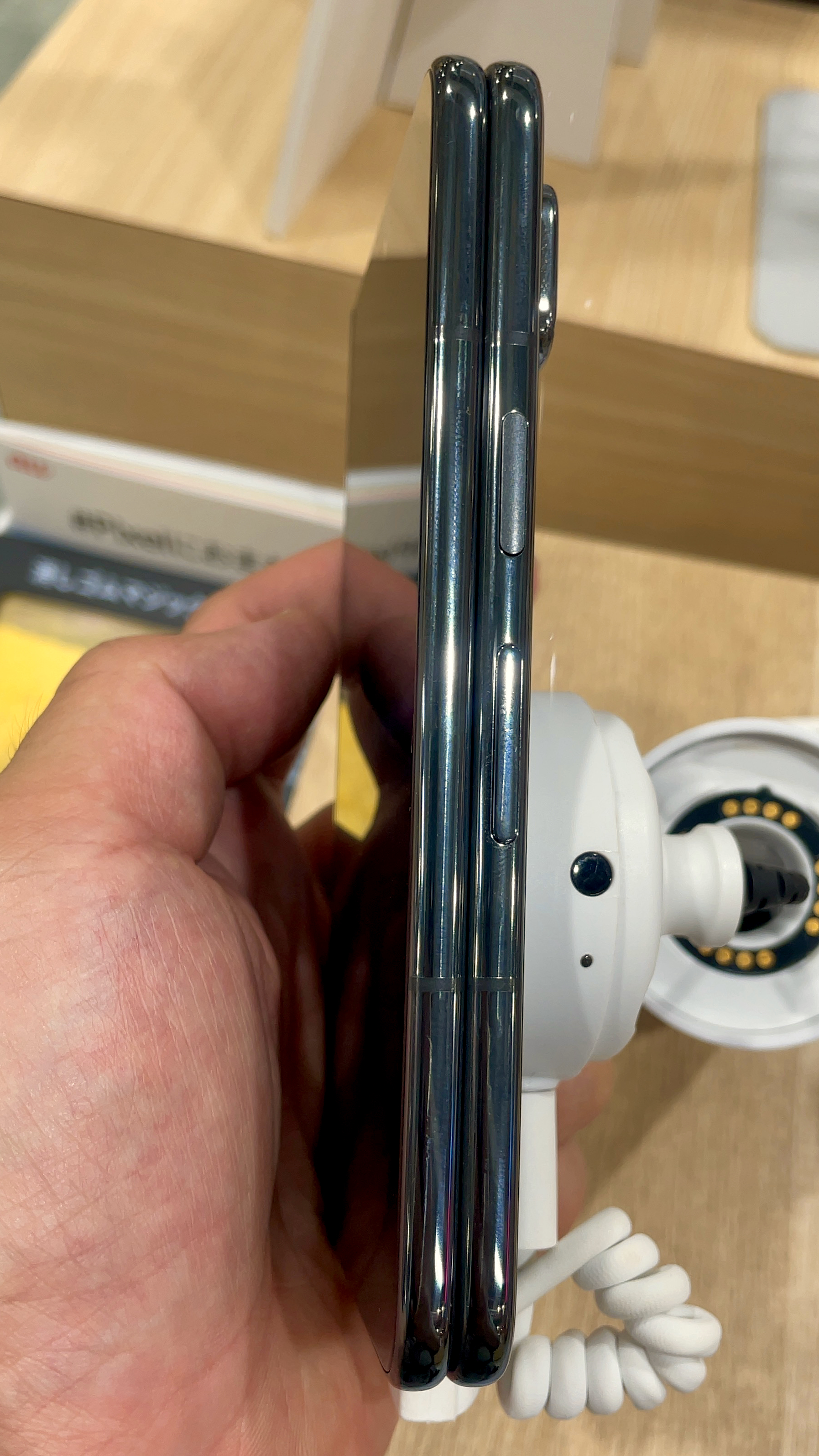
Pixel Fold zusammengeklappt

## Technische Daten

### Display

#### Äußeres Display
Das äußere 5,8 Zoll große OLED Display im Seitenverhältnis von 17,4:9 verfügt über eine FHD+ Auflösung von 2092 × 1080 (408 ppi) und hat eine Bildwiederholrate von bis zu 120 Hertz. Die Spitzenhelligkeit erreicht bis zu 1.550 cd/m². Das gerät hat ein Always-On-Display mit Live-Anzeige und Now Playing. Das Kontrastverhältnis beträgt 1.000.000:1 und bietet HDR-Unterstützung mit einer 24-Bit-Farbtiefe für 16 Millionen Farben.

#### Inneres Display
Das innere 7,6 Zoll großes OLED Display kommt mit einer Auflösung 2208 × 1840 (380 PPI), einer Bildwiederholrate von bis zu 120 Hertz, einer Helligkeit von 1.450 cd/m², hier in einem tabletähnlichen Seitenverhältnis von 6:5. Ebenfalls verfügt das innere Display über die Always-On-Funktion mit einer Live-Anzeige und Now Playing. Das Kontrastverhältnis ist wieder 1.000.000:1 mit einer HDR-Unterstützung mit der 24-Bit-Farbtiefe für 16 Millionen Farben.

### Kamera
Google verbaut beim Pixel Fold insgesamt fünf Kameras, eine Haupt-, Ultraweit-, Tele sowie zwei Frontkameras. Die 48-Megapixel-Quad-PD-Hauptkamera verfügt mit OIS-Bildstabilisierung und einem Chosed-Loop-Autofokus hat eine Pixelgröße von 0,8 µm, eine Bildsensorgröße von 1/2 Zoll, eine f/1.7-Blende sowie ein Sichtfeld von 82°. Als Ultraweitwinkelkamera kommt ein 10,8-Megapixel-Objektiv mit einer Bildsensorgröße von 1/3 Zoll, einer Pixelgröße von 1,25 µm, einer f/2.2-Blende und Objektivkorrektur zum Einsatz, das Sichtfeld beträgt hier 121,1°. Die 10,8-Megapixel-Telekamera mit Dual-PD hat eine f/3,05-Blende, einen 1/3,1″ großen Bildsensor, eine Pixelgröße von 1,22 µm, einem Sichtfeld von 21,9°, darüber hinaus verfügt sie über 5-fach optischen und 20-fachen Super-Resolution-Zoom, einen Laser Autofokus, optische- und elektronische Bildstabilisierung sowie über einen Spektral- und Flickersensor. Videos können in 1080p sowie 4K mit 30 oder 60 fps aufgenommen werden. Das Pixel Fold besitzt zwei Frontkameras, auf dem Innen- und auf dem Außendisplay. Die 9,5-Megapixel-Frontkamera mit Dual-PD hat eine Pixelgröße von 1,22 μm, eine ƒ/2,2-Blende mit einem Fixfokus und dem Sichtfeld von 84°, Videoaufnahme in 4K bei 30/60 fps und 1080p bei 30/60 fps. Die innere 8-Megapixel-Kamera verfügt über eine Pixelgröße von 1,12 μm, eine Blende von ƒ/2,0, wieder mit einem Fixfokus und einem Sichtfeld: 84°, Videoaufnahme in 1080p bei 30 fps.
Zur Videoaufnahme unterstützt die Kamera des Foldables außerdem noch 10‑Bit-HDR-Video (nur Rückkamera), Unterstützung von Zeitlupenvideo bis zu 240 fps; 4K-Zeitraffer mit Stabilisierung, 4K-Kinoeffekt-Videostabilisierung, 4K-Videostabilisierung (fix), 1080p-Videostabilisierung (aktiv), Bis zu 20‑facher digitaler Zoom sowie Videoformate: HEVC (H.265) und AVC (H.264).

### Leistung und Akku
Als Prozessor verbaut Google den hauseigenen Tensor G2, der im 5-Nanometer-Verfahren hergestellt wurde. Google bietet 12 GB LPDDR5-Arbeitsspeicher, beim internen Speicher kann zwischen 256 oder 512 GB gewählt werden.
Das Pixel Fold verfügt außerdem wieder über den Titan M2-Sicherheitschip. Die Akkulaufzeit beträgt mehr als 24 Stunden; im Extrem-Energiesparmodus sogar bis zu 72 Stunden mit mindestens 4.727 mAh, üblicherweise sind es aber 4.821 mAh. Außerdem unterstützt es die Schnellladefunktion mit dem Google 30-W-USB-C-Ladegerät mit USB Typ-C 3.0, das separat erhältlich ist. Das Gerät ist auch Qi-zertifiziert und unterstützt somit einfaches kabelloses Laden.

### Sonstiges und Kritik
Das Pixel Fold verfügt über Dual-SIM, eSIM, USB Typ-C 3.2 Gen 2, Bluetooth 5.2, NFC, den Google Cast und einen Ultraweitband-Chip, es unterstützt WiFi 6E sowie den Mobilfunkstandard 5G. Außerdem verfügt das Pixel Fold über einen Stereolautsprecher, der Spatial Audio unterstützt. Insgesamt sind 3 Mikrofone mit Geräuschunterdrückung eingebaut. Es gibt insgesamt sieben Sensoren, der Näherungssensor, der Umgebungslichtsensor, der Beschleunigungsmesser, das Gyrometer, das Magnetometer, das Barometer und der Halleffektsensor. Das Pixel Fold kann über einen Fingerabdrucksensor im Power-Button oder über die 2D-Gesichtserkennung entsperrt werden. Kritikpunkte sind die breiten Displayränder auf der Innenseite sowie die vergleichsweise langsame Ladegeschwindigkeit von 30 Watt.

### Software
Beim Marktstart war das aktuelle Betriebssystem Android 13. Google verspricht drei Jahre Software- und fünf Jahre Sicherheitsunterstützung. Des Weiteren gibt Google eine beschränkte Garantie von zwei Jahren.
Im Dezember 2024 kündigte Google an, dass u. a. das Pixel Fold statt drei jetzt fünf Jahre Feature Drops und Sicherheitsupdates bekommen soll.

## Preise und Verfügbarkeit
Das Pixel Fold ist seit der Vorstellung am 10. Mai 2023 vorbestellbar, der Marktstart wurde jedoch von Google von Juni auf August verschoben.
Je nach Speicher kostet das Pixel Fold 1.899 € oder 2.019 €.
| Modell     | Speicher | Bei Marktstart |
| ---------- | -------- | -------------- |
| Pixel Fold | 256 GB   | 1.899 €        |
| Pixel Fold | 512 GB   | 2.019 €        |